# Publius Acilius Attianus
Publius Acilius Attianus was een Romeinse politicus en militair uit de ridderstand die afkomstig was uit de Hispaanse stad Itálica. Hij was onder de keizers Trajanus en Hadrianus een van de twee pretoriaanse prefecten.
Attianus stamde uit de gens Acilia. Na de dood van Hadrianus' vader voerde hij vanaf 86 n.Chr samen met de latere keizer Trajanus het voogd (familierecht) over de toen 10-jarige toekomstige keizer. Hij was Hadrianus bijzonder toegewijd.
Op het sterfbed van Trajanus in 117 verbleef hij samen met keizerin Pompeia Plotina in de onmiddellijke nabijheid van de stervende keizer. Bij de opvolging van zijn beschermeling Hadrianus speelde hij een actieve rol. Later raakte hij bij Hadrianus uit de gratie.